# پاسکال پلووی
پاسکال پلووی (انگلیسی: Pascal Plovie؛ زادهٔ ۷ مهٔ ۱۹۶۵) بازیکن فوتبال اهل بلژیک است.
از باشگاه‌هایی که در آن بازی کرده‌است می‌توان به باشگاه فوتبال کلوب بروژ و باشگاه فوتبال رویال آنتورپ اشاره کرد.
وی همچنین در تیم ملی فوتبال بلژیک بازی کرده‌است.